# Андронов, Вадим Вадимович
Вадим Вадимович Андронов (4 марта 1966, Тбилиси) — предприниматель, общественный деятель, доктор экономических наук (2007). Депутат Московской областной Думы 3-го и 4-го созывов (2001—2011). Министр экономики Правительства Московской области (2012). Глава Наро-Фоминского муниципального района Московской области (с мая 2014 по октябрь 2017 года).

## Образование
В 1989 году окончил Московский физико-технический институт по специальности «инженер-физик». Во время учёбы избирался секретарём комитета комсомола института, был руководителем студенческих строительных отрядов МФТИ.
В 2000 году — Российский новый университет по специальности «экономика», в 2001 году — Академический правовой институт при Институте государства и права Российской академии наук по специальности «юриспруденция».
В 2002 году присуждена учёная степень кандидата экономических наук, тема диссертации — «Стратегия современного предпринимательства в крупных корпорациях».
В 2007 году защитил докторскую диссертацию в Российской академии предпринимательства на тему «Теория и практика развития корпоративного управления в России».
Автор трёх монографий и ряда научных публикаций.
- Ф. И. Шамхалов, В. В. Андронов. «Инвестиции в оживлении российской экономики». Сборник научных трудов. «Предпринимательские и социально-экономические проблемы реформирования России». Москва, «Экономика», 2000.
- Ф. И. Шамхалов, В. В. Андронов. «Роль государства в создании благоприятного инвестиционного климата». Сборник научных трудов. «Предпринимательские и социально-экономические проблемы реформирования России». Москва, «Экономика», 2000.
- Андронов В. В. «Особенности обоснования эффективности корпоративных инвестиционных решений». Сборник научных трудов. «Роль государства в регулировании экономики России». Москва, «Экономика», 2001.
- Андронов В. В. «Корпоративное предпринимательство на современном этапе». Сборник научных трудов «Совершенствование механизма управления рыночной экономики». Москва, «Экономика», 2003.
- Андронов В. В. Монография «Корпоративное предпринимательство». Москва, «Экономика», 2003.
- Андронов В. В. «Инвестиционная стратегия — ключевая функция корпоративного предпринимательства». Сборник научных трудов «Некоторые вопросы развития рыночных отношений». Москва, «Экономика», 2003. Андронов В. В. «Корпоративная стратегия в современных экономических отношениях». Сборник научных трудов «Национальные особенности социально-экономического развития России. Век XXI». Москва, Российская академия предпринимательства, 2003.
- Андронов В. В. «Корпоративный менеджмент в современных экономических отношениях». Москва, «Экономика», 2003.
- Андронов В. В., Борисенко Е. Н. «Предпринимательский сектор на современном этапе экономических отношений в России». Сборник научных трудов «Учёные записки Российской Академии предпринимательства. Роль и место цивилизованного предпринимательства в экономике России». Москва, Российская академия предпринимательства, 2004.
- Андронов В. В. «Развитие корпоративного управления в России: от теории к практике». Москва, Российская академия предпринимательства, 2004.
- Андронов В. В. «Правовые проблемы развития и совершенствования законодательства в сфере малого и среднего бизнеса». Москва, Институт государства и права РАН, 2012.

## Профессиональная деятельность
- С 1987 по 1989 годы работал в МФТИ младшим научным сотрудником Института автоматизации проектирования АН СССР. Участвовал в составлении экономических расчетов для КамАЗа под руководством декана факультета управления и прикладной математики Ирикова Валерия Алексеевича[2][5][6][7].
- С 1990 по 1991 год был создателем и директором НПО МФТИ[1].
- С 1991 года по 1992 год — финансовый директор ООО «Компания „Апико“»[1][2].
- С 1992 по 1993 год — работал в управлении бухгалтерского учёта и отчётности в московском филиале «Тверьуниверсалбанк»[7].
- С 1993 года по 1996 год — заместитель председателя правления, затем председатель правления АКБ «Русский продовольственный банк»[1].
- С сентября 1996 года — заместитель председателя совета директоров АКБ «Проминвестбанк», с января 1997 года по 2003 год — председатель совета[1].
- 1996 — заместитель генерального директора государственно-акционерного комплекса по промышленным и потребительским товарам и услугам — корпорации «Тонар». С 1999 по 2003 год — генеральный директор. С 2003 по 2013 год — член Совета директоров. Председатель Совета директоров нефтехимического завода «Ставропольполимерпродукт», строительство которого осуществлял «Тонар». Работал директором Института социальных и правовых проблем корпорации[1][2][7].
- 2022 — заместитель директора по развитию компании FIALTA, зарегистрированной на Кипре. Она специализируется на инвестициях и финансовых проектах[5][8].

## Инвестиционная деятельность
Основная модель инвестиций Вадима Андронова заключалась во вложении средств в жилую и коммерческую недвижимость совместно с партнёрами. Объекты приобретались в запущенном состоянии под реконструкцию и девелопмент, после чего преобразовывались в бизнес. Со временем Андронов продавал свою долю. Всего объектов таких было более 20, включая торговые центры.
В 2017 году основал компанию KeyWest Ltd., которая инвестирует в сферу заграничной недвижимости (стройка или реновация жилых помещений).

## Общественная деятельность
- Председатель попечительского совета Московского областного общественного благотворительного фонда детей-инвалидов «Особенные дети». Помогал организации финансово[5]
- С 2003 по 2013 — занимался научной работой и вёл факультативный курс по экономике и практике предпринимательства в Российской академии предпринимательства[5].
- 2004 — учредитель некоммерческой организации «Фонд Андронова», занимающейся поддержкой социально незащищённых слоев населения Московской области[9]. Совет фонда получал запросы от нуждающихся на оказание прямой финансовой помощи и определял, кому её выделять. Большая часть средств в фонд поступала от Андронова лично или от компаний, где он был акционером[7].
- Вадим Андронов профинансировал восстановление православного храма в деревне Шапкино Наро-Фоминского района[7].

## В органах управления Московской области
- С 2001 года по 2011 год — депутат Московской областной Думы на освобождённой основе (член фракции «Единая Россия»). Входил в состав комитета по вопросам бюджета, финансовой и налоговой политики.
- 2012 год — министр экономики Правительства Московской области. Покинул Правительство после назначения С. К. Шойгу губернатором Московской области и последовавших за ним перестановок в кабинете министров.
- С 2014 года — исполняющий обязанности Руководителя администрации Наро-Фоминского района Московской области.
- С 6 мая 2014 года по 27 октября 2017 года — Глава Наро-Фоминского муниципального района (с 9 июня 2017 года — Наро-Фоминский городской округ)[10].

## Награды, достижения, заслуги
- Орден Сергия Радонежского II степени.
- В 2014 году за рост инвестиционной и предпринимательской активности Наро-Фоминский район стал лауреатом премии губернатора Московской области в номинации «Прорыв в инвестициях».

## Семья и личная жизнь
Женат, четверо детей. Увлекается парашютным спортом (40 прыжков, имеет международный сертификат AFF) и пилотированием самолётов малой авиации. Занимается мотокроссом и парусным спортом. Кандидат в мастера спорта по плаванию.
На 2024 год является инструктором Федерации фридайвинга РФ. Вёл занятия для начинающих.
На 2024 год проживает на Кипре, имеет там ВНЖ как гражданин Греции.